# 圣安德肋教堂 (克拉科夫)

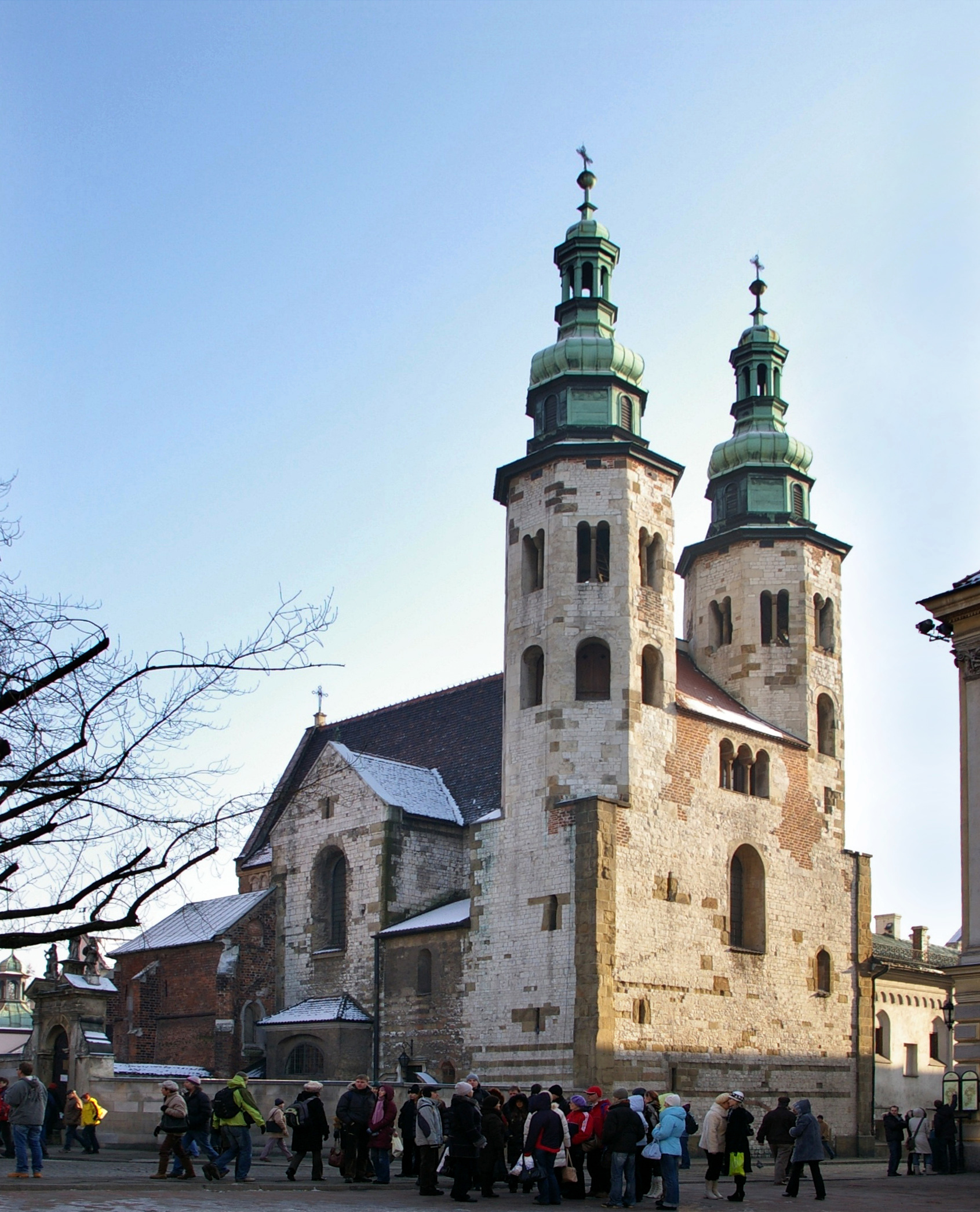
圣安德肋教堂

圣安德肋教堂（波兰语：Kościół św. Andrzeja w Krakowie）是波兰克拉科夫城的一座罗曼式教堂，兴建于1079－1098年。这是罕见的現存欧洲堡垒式教堂之一，也是克拉科夫唯一一座經歷了1241年蒙古人进攻而倖存的教堂。其立面較寬闊部份的底部设有小開口，在该教堂充當戰亂避难處時用作防御窗。
圣安德肋教堂是克拉科夫最古老的建筑和波兰保存最完好的罗曼式建筑之一。从1320年起归属圣Klara会。这座建筑已经修复过多次。目前其内部的装饰、绘画和镀金祭坛均为巴洛克式風格。1639年，八角形塔楼上又增加了巴洛克圆顶。